# Никифорово (Тутаевский район)
В Ярославской области есть ещё одна деревня Никифорово, в Ярославском районе.
Никифорово — деревня Артемьевского сельского округа Артемьевского сельского поселения Тутаевского района Ярославской области .
Деревня находится на западе района, к северо-западу от Тутаева. Она расположена между федеральной трассой Р151 Ярославль—Рыбинск, на участке Тутаев — Рыбинск и правым берегом Волги, на расстоянии около 1,5 км от обоих. К юго-западу от Никифорово на федеральной трассе стоит деревня Лыкошино, к которой от Никифорово идёт дорога, связывающая деревню с федеральной трассой. В 1 км к юго-востоку от Никифорово находится центр сельского поселения деревня Емишево. Деревня стоит в вершине глубокого оврага, выходящего к волжскому берегу, по которому протекает безымянный ручей .
Деревня Никифорова указана на плане Генерального межевания Борисоглебского уезда 1792 года. Тогда через неё проходила дорога из Рыбинска в Ярославль через Борисоглеб. В 1825 Борисоглебский уезд был объединён с Романовским уездом. По сведениям 1859 года деревня относилась к Романово-Борисоглебскому уезду .
На 1 января 2007 года в деревне Никифорово числилось 3 постоянных жителя . По карте 1975 г. в деревне жило 16 человек. Почтовое отделение, находящееся в городе Тутаев, обслуживает в деревне Никифорово 24 дома .